# Крюдсон, Грегори
Грегори Крюдсон (англ. Gregory Crewdson; род. 26 сентября 1962, Бруклин, Нью-Йорк) — современный американский фотограф, известный тщательно поставленными, сюрреалистичными сценами американской жизни.

## Биография
Грегори Крюдсон родился 26 сентября 1962 в Бруклине, Нью-Йорк. Когда ему было десять лет, его отец, психоаналитик, взял его на выставку Дианы Арбюс в Музее современного искусства, этот ранний эстетический опыт повлиял на его решение стать фотографом. Подростком он был участником панк-рок группы "The Speedies", их хит "Let Me Take Your Photo" оказался пророческим для Крюдсона. В 2005 Hewlett Packard использовал эту песню в рекламе цифровых камер.
В середине 1980-х Крюдсон изучал фотографию в SUNY Purchase около Порт-Честера. Он получил образование в области изобразительного искусства в Йельском университете. Он преподавал в Sarah Lawrence, Cooper Union, Vassar College и Йельском университете, где занимал пост с 1993 года. Сейчас Крюдсон является профессором в Йельском университете.
Крюдсона в Нью-Йорке представляет Галерея Luhring Augustine и White Cube в Лондоне.

## Творчество
Крюдсон работает в фотографической традиции, которая сочетает документальный стиль Уильяма Эглстона и Уолкера Эванса с похожим на сон видением таких режиссёров, как Стивен Спилберг и Дэвид Линч. Детали разрабатываются очень тщательно, чтобы сделать фотографии с необыкновенными подробностями и нарративным потенциалом.

## Персональные выставки
- 2009 "Beneath the Roses," Galerie Daniel Templon, Париж
- 2008 "Dream House," Photology, Милан
- 2008 "Beneath the Roses," Luhring Augustine, Нью-Йорк
- 2008 "Beneath the Roses," White Cube, Лондон
- 2008 "Beneath the Roses," Gagosian, Лос-Анджелес
- 2008 "Gregory Crewdson: 1985–2005," Galerie Rudolfinum, Прага
- 2007 "Drawing on Hopper: Gregory Crewdson/Edward Hopper," Williams College Museum of Art, Уильямс
- 2007 "Gregory Crewdson: 1985–2005", Domus Artium 2002, Саламанка; Hasselblad Center, Гётеборг; Palazzo delle esposizioni, Рим; Galerie Rudolfinum, Прага